# Regionalwahl in Ligurien 2020
Die Regionalwahl in Ligurien 2020 fand am 20. und 21. September statt; der Regionalrat und der Präsident der Region Ligurien wurden gleichzeitig gewählt.

## Wahlergebnis
| Kandidaten                                | Kandidaten           | Stimmen | %    | Listen                                                | Stimmen | %    | Mandate |
| ----------------------------------------- | -------------------- | ------- | ---- | ----------------------------------------------------- | ------- | ---- | ------- |
|                                           | Giovanni Totigewählt | 383.053 | 56,1 | Cambiamo con Toti Presidente                          | 141.629 | 22,6 | 8       |
| Lega Salvini Liguria                      | Giovanni Totigewählt | 383.053 | 56,1 | 107.340                                               | 17,1    | 6    |         |
| Fratelli d’Italia                         | Giovanni Totigewählt | 383.053 | 56,1 | 68.088                                                | 10,9    | 3    |         |
| Forza Italia - Liguria Popolare           | Giovanni Totigewählt | 383.053 | 56,1 | 33.006                                                | 5,3     | 1    |         |
| Unione di Centro                          | Giovanni Totigewählt | 383.053 | 56,1 | 4.074                                                 | 0,7     | –    |         |
| ↳ Gesamt                                  | Giovanni Totigewählt | 383.053 | 56,1 | 354.137                                               | 56,5    | 18   |         |
|                                           | Ferruccio Sansa      | 265.506 | 38,9 | Sansa Presidente - Partito Democratico - Articolo Uno | 124.586 | 19,9 | 6       |
| Movimento 5 Stelle                        | Ferruccio Sansa      | 265.506 | 38,9 | 48.722                                                | 7,8     | 2    |         |
| Lista Ferruccio Sansa Presidente          | Ferruccio Sansa      | 265.506 | 38,9 | 44.700                                                | 7,1     | 2    |         |
| Linea Condivisa - Sinistra per Sansa      | Ferruccio Sansa      | 265.506 | 38,9 | 15.451                                                | 2,5     | 1    |         |
| Europa Verde - DemoS - Centro Democratico | Ferruccio Sansa      | 265.506 | 38,9 | 9.193                                                 | 1,5     | –    |         |
| Nicht gewählte Direktkandidat             | Ferruccio Sansa      | 265.506 | 38,9 | –                                                     | –       | 1    |         |
| ↳ Gesamt                                  | Ferruccio Sansa      | 265.506 | 38,9 | 242.652                                               | 38,7    | 12   |         |
|                                           | Aristide Massardo    | 16.546  | 2,4  | Massardo Presidente - PSI - +Eu - Italia Viva         | 15.083  | 2,4  | –       |
|                                           | Alice Salvatore      | 6.088   | 0,9  | Il Buonsenso                                          | 5.317   | 0,8  | –       |
|                                           | Giacomo Chiappori    | 3.569   | 0,5  | Grande Liguria - Chiappori Presidente                 | 3.061   | 0,5  | –       |
|                                           | Riccardo Benetti     | 3.165   | 0,5  | Ora Rispetto per Tutti gli Animali                    | 2.665   | 0,4  | –       |
|                                           | Gaetano Russo        | 1.614   | 0,2  | Il Popolo della Famiglia                              | 1.361   | 0,2  | –       |
|                                           | Marika Cassimatis    | 1.244   | 0,2  | Base Costituzionale - Marika Cassimatis               | 884     | 0,1  | –       |
|                                           | Davide Visigalli     | 1.129   | 0,2  | Riconquistare l’Italia                                | 904     | 0,1  | –       |
|                                           | Carlo Carpi          | 576     | 0,1  | Lista Carlo Carpi                                     | 361     | 0,1  | –       |
| Gesamt                                    | Gesamt               | 682.490 | 100  |                                                       | 626.425 | 100  | 30      |